# Крак, Эрхард

В Советском Посольстве Кошелев Н. А., Крак Э., Древс К.Х., Дорофеев А. А. Берлин 1981

Эрхард Крак (нем. Erhard Krack; 9 января 1931, Данциг — 13 декабря 2000, Берлин) — немецкий политик, член СЕПГ. Третий обер-бургомистр Восточного Берлина.

## Биография
Эрхард Крак получил профессию монтажника и в 1951 году вступил в СЕПГ. В 1951 году поступил в Ростокский университет, где изучал экономические науки, работал производственным ассистентом на Варновской верфи в Варнемюнде. В 1963 году был избран председателем Ростокского окружного экономического совета. В 1965—1974 годах входил в Совет министров ГДР на должности министра пищевой промышленности. 
В 1974—1990 годах занимал должность обер-бургомистра столицы ГДР. Депутат Народной палаты ГДР и член ЦК СЕПГ. На посту городского главы уделял большое внимание реконструкции Берлина, в частности Жандарменмаркта, Фридрихштрассе и Николаифиртеля.
На муниципальных выборах 7 мая 1989 года Крак как председатель избирательной комиссии в Восточном Берлине принимал активное участие в подтасовке результатов выборов в пользу единого списка под руководством СЕПГ. На церемонии открытия Бранденбургских ворот Эрхард Крак присутствовал вместе с правящим бургомистром Западного Берлина Вальтером Момпером и федеральным канцлером Гельмутом Колем.
12 февраля 1990 года Крак заявил о своей отставке, признав фальсификацию муниципальных выборов в Восточном Берлине в 1989 году. С учётом его признания в 1993 году Эрхард Крак был приговорён к лишению свободы сроком на 10 месяцев, которое было заменено на условный срок. Крак согласился с приговором и назвал фальсификацию выборов «непростительным проступком». 27 февраля 1990 года городское собрание избрало Кристиана Хартенхауэра преемником Крака на посту обер-бургомистра. Хартенхауэр занимал должность временно до первых свободных выборов в мае 1990 года. Эрхард Крак похоронен на кладбище в Панкове.